# Alien Peyote
Alien Peyote è il terzo album dei Jesus Franco & the Drogas, prodotto dalla Bloody Sound Fucktory nel 2014.

## Tracce
1. Alien Luftwaffe (Part 1)
2. Alien Luftwaffe (Part 2)
3. El Coyote
4. Call to Arms (for Psychedelic Punks and Hopeless Dudes)
5. Be-Bop-A-Loser
6. Helleluja
7. Mezcal
8. Chief Doonga
9. Young Men’s Guru